# Wembley Arena
A Wembley Arena (eredetileg: Empire Pool, hivatalos nevén: OVO Arena Wembley) egy beltéri sportaréna, koncerthelyszín. 12 500 nézőt tud befogadni, London második legnagyobb beltéri stadionja az O2 Aréna után, illetve a kilencedik legnagyobb az országban.

## Sportesemények
Az alább felsorolt sportok mellett tartottak itt MMA, kerékpározás, e-sport és pankráció eseményeket is.

### Olimpiai játékok
Az 1948-as nyári olimpiai játékok idején az arénában tartották az ökölvívás, a műugrás, az úszás és a vízilabda eseményeket tartották itt. A 2012-es olimpián pedig a tollaslabda és a ritmikus gimnasztika került itt megrendezése.

### Tenisz
1934 és 1990 itt tartották a Wembley tenisztornát, ami a Grand Slam része volt 1927 és 1967 között.

### Jégkorong
A Wembley Lions és a Wembley Monarchs otthona volt az aréna az 1940-es évektől az 1960-as évekig, míg a Lions az 1970-es években is szerepelt itt egy szezon idejére. 1996-ig a Brit jégkorong-bajnokság döntőjét is itt rendezték meg. Két NHL-mérkőzésnek is otthont adott, 1992-ben a Chicago Blackhawks és a Montréal Canadiens, 1993-ban pedig a Toronto Maple Leafs és a New York Rangers találkozását rendezték meg itt.